# ダークウィング・ダック
ダークウィング・ダック (Darkwing Duck)、本名ドレイク・マラード (Drake Mallard)は、ディズニーのアニメシリーズ『ダックにおまかせ ダークウィング・ダック』に登場する架空の人物である。初登場作は、作品のパイロット版である"Darkly Dawns the Duck"。英語版声優はジム・カミングス。日本語版は中尾隆聖。

## ダークウィング・ダック
ダークウィング・ダックが犯罪者退治で主に使用するのは、手榴弾発射装置のような働きをするガス銃である。それはさまざまな種類のガス（煙幕、笑いガス、催涙ガスなど）が入った手榴弾や、より直接攻撃のできるボクシング用グローブや漫画っぽい爆弾などの武器などを発射する。また、銃には移動用の収縮可能なワイヤーと掴むための鉤がついており、その他発射できるものが銃身の中に入っている。
主な移動手段は、サンダークアック（小型飛行機のようなもので、ダークウィングの頭部に似た形をしている。設計・操縦はランチパッド）と、ラットキャッチャー（スーパーヒーローへのオマージュとパロディーをテーマにしているということで、バットマンの悪役の名からとった）という名のバイクである。
ダークウィングはしばしば、多大なるエゴにより常識の欠如を引き起こし、非常に不器用に振舞う。しかしながら『ガジェット警部』及びそれに似たアメコミヒーローと違い、ダークウィング・ダックは実際スーパーヒーローとしての非日常的な戦いに巻き込まれる際、狂気やエゴを無視し、完全に事件に集中する。このときのダークウィングの決め台詞は、『暗黒の世界に羽ばたく恐怖の影！遊びの時間を減らす宿題のような男！！』『危険が俺を呼んでるぜ!』。『○○のような男』は毎回違う。
いくつかの話において、ダークウィング・ダックはS.H.U.S.H.なる対犯罪の秘密組織から送り込まれたフリーランスのエージェントとなっている。この組織は極秘となっているため、S.H.U.S.H.が何の略称かを知る者はいない。S.H.U.S.H.はフィエンディッシュ世界窃盗機関(F.O.W.L)の悪巧みを妨害するという指令をダークウィングに出す。
セントカーナードのヒーローとして知られている一方、彼はしばしば自分のことを誤解する一般人への対応に追われている。非常に多くのエピソードにおいて、ドレイク・マラードが脅迫じみた戦法や暗い服装ゆえにあまりにも人気がないことを物語っており、"Let's Get Respectable" という話において、ダークウィングはよい言葉を使って、服装も明るくし、煙幕の代わりに花びらを使うなどよりかっこいいヒーローにイメチェンした。結局うまくいかず、イメチェンもすぐに終わった。いくつかの話において人々はダークウィング・ダックが登場しても気付かず、ダークウィング・ダックという名前自体を聞いたことがないという者すらいる。こうした人気のなさ、認知度の低さに、彼の膨れ上がった自尊心はしばしば傷つけられる。
ダークウィング・ダック自身や、一般市民たちが、彼をスーパーヒーローと認識してはいるものの、本人に特殊能力はない。しかし、バットマンと同じく、犯罪を解決したり悪人を退治するのには、武器と策略と知性を使う。

## ドレイク・マラードとしてのダークウィング・ダック
犯罪者退治をしていないときのダークウィングは、第2の我でありゴサリン・マラードの養父であるドレイク・マラードとして過ごす。番組のほとんどは、父娘の関係がベースになっている。
ダークウィングとゴサリンはあまりにも似たもの同士だったため、すぐに強い絆で結ばれた。ドレイクの正体を知っている人物は、ゴサリンはもちろんのこと、ダークウィングの相棒・ランチパッド・マクワックとゴサリンの親友であるホンカー・マドルフットだけである。
後期のエピソードでは、ダークウィングと共に断続的な関係にあるモルガナ・マッカバーも正体を知ってしまう。ドレイクとゴサリンとランチパッド・マクワックは、ディズニー作品の舞台である、架空の州カリソタにある、セントカーナードはアヴィアン通の537番地に住んでいる。

### 正体
第1話において、ダークウィングは、オーダボン・ベイブリッジの隠れ家に住んでいたものの、ゴサリン・ワドルメヤーを養女にした後、家を買って、再びドレイク・マラードとして生活し始める。何らかの理由で本当は正体を隠す必要がなく、衣装に身を包んで犯罪者をやっつける市民の代わりに、普通の市民を装う服を着たヒーローが’リアル’な人間であるというバットマンの一側面と同じように、ゴサリンに普通の生活を送っているように見せかけているだけなのかもしれない。
こういった事実があるにもかかわらず、ダークウィングは正体がばれてしまったときの対処法を考えていないようである。ドレイクはダークウィングでいるときと違ったしぐさをすることはないが、隣人であるマドルフットのようなドレイクに近い人物でさえ、ドレイクとダークウィングが同一人物であることは見抜けなかった。ハロウィンパーティーにダークウィングの仮装で参加したことすらあるが、その際も他の出席者たちの多くが、ドレイクはダークウィングにしては背が低すぎると言った。ダークウィングのように2つの人格を持っているわけでもないランチパッド、ゴサリン、ホンカーといった人物は、ダークウィングと一緒にいるところもドレイクと一緒にいるところも目撃されているが、このことに不審を抱いた人物はいない。一度メガボルトがゴサリンとランチパッドを捕まえて、2人がダークウィング・ダック・ファンクラブを結成していることを知ろうとした。ゴサリンは実際にファンクラブを運営しているので、悪人たちからしてみれば一般人のゴサリンやランチパッドがダークウィングの周りによくいても不思議ではなく、このことからドレイクとダークウィングを結び付けて考える者はいないのである。
ゴサリンは、義父の犯罪者退治に従事しているときも、ダークウィングの‘子’であることがばれないように努力してはいるが、時々ばれてしまうことがある。ランチパッドはダークウィングやドレイクの事をDWと呼ぶ。ダークウィングのもうひとつの人格であるネガダックも十分な立場があり、ダークウィングの正体やゴサリンの関係を知ってしまわれているだろうが、この情報を得たところでどうもしなかった。

## 起源
シリーズ全体を通してのダークウィング・ダックと、何人かのファンが信じているもうひとつの誕生秘話"Darkwing Doubloon"とでは、まったく違った重要性をもたらし、これらの話は互いに食い違っている。
おそらく、ダークウィングの出生についてのエピソードの中で最も無理があるのは、 "The Secret Origins of Darkwing Duck"であり、その話の内容というのは、ダークウィングとネガダックが滅亡した星から来たという、スーパーマンの出生と似たようなものなのである。ダークウィングは マスクやガス銃を手に入れ、さまざまな‘いつか出番が回ってくるであろう者’たちから戦法を学ぶ。非常に多くのポップカルチャー要素がそのエピソードにはつまっている。たとえばダークウィングが僧院で修行を積みながら格闘技を会得する場面は、デヴィッド・キャラダイン主演の『燃えよ! カンフー』に触発されたものとみられる。このエピソードでは、未来の事も扱っており、一連のフラッシュバックにおいて、年老いたダークウィングと思われる博物館の門衛が、ホンカーとゴサリンに似た2人の子供と一緒にいるのがわかる。作品の性質上特にナレーターがダークウィング・ダック自身のことをはっきりさせないことが多く、またこの話の数話後にネガダックが別次元からやってくるため、この話は皮肉めいたパロディでありそれほど本気にする必要はないのである。というのも、タイトルはDCヒーローたちの誕生を年代別に表記したDCコミックスの雑誌、Secret Originsからとったからである。
"Darkwing Doubloon"という話では、数世紀前（ダークウィング曰く300年前）に舞台が移っており、悪の5人組とジャスティスダックが海賊として登場するこのエピソードの問題点は、台本が明らかにつじつまが合わなくなっていることである。（例：バド・フラッドの先祖が水から生まれた存在であること、スティグマットが恐竜と化したことなど）しかしながら、実際にこの話はダークウィング誕生の物語にはなっていないものの、ダークウィングが「300年前に仮面をつけたマラードという人物が正義のために戦っていた」という話をナレーターに代わって番組を面白くするために話したとも、自分の先祖の1人を詳しく話したとも受け取れる。その話はDCコミックスのElseworlds やマーベル・コミックの What Ifの変形版に近い。シリーズ中、ダークウィング先祖のうち3人がこの回の前に出てきており、Darkwing Doubloonがダークウィングと血縁関係にあったとしても不思議ではないのである。この話は先祖が正義のために海賊と戦っていたという点においてザ・ファントムと明らかに似ている。
ダークウィングの真の出生に最も近いのは、"Clash Reunion" という回である。この話は、若きドレイク・マラードが高校の学年最後のダンスパーティーで悪人になったクラスメート（後にメガボルトとなるエルモ・スタッパスパーク）を止めるために自らダークウィング・ダックの格好をするという内容で、この話自体Crisis on Infinite Earths前のバットマンのパロディーである。このストーリーは、ドレイクの同窓会に来た、ダークウィングの戦いをもう一度見たいという卒業生の登場で、もっともらしくなっている。
"Kung Fooled"という話では、ダークウィング・ダックが、グーズ・リー先生から格闘技を教えてもらったことがわかり、 "The Secret Origins of Darkwing Duck"いう話が多少は実話に基づいていることを示している。さまざまな話で、バットマンのような質を向上させるために、ダークウィングは世界中で習った格闘技を実践する。
いくつかの話において、ダークウィングは高校での騒動以前からヒーローになりたいという思いがあったように見られる。"Paraducks"という話では、ゴサリンとダークウィングが過去へ戻って、若き日のドレイク・マラードと出会う。このときのドレイクは、オタクでまったく臆病で、犯罪を起こすギャングに絡まれそうになっていたが、ダークウィングが彼を鍛えてトラブルに立ち向かえるようにした。そしてついに若きドレイクはマスクをつけてダークウィングの手伝いをして悪者をやっつけた。この話においてダークウィングは自分自身から感化されており、タイムパラドックスが生じる。
これらの話のいくつかは意図的に上に持ってこられ、ドレイクにうぬぼれの問題を与えるが故に、彼が自分の出生を誇張しかねないとも考えられるのは容易である。彼の出生に関して触れられている本当の話がなく、彼の出生に触れられている話の大半は実話を無視しており、それが逆に欠点と魅力を与える。その一方でダークウィングの出生がはっきりしないことは、番組が何度もスーパーヒーローというジャンルを皮肉っていることがうなずける。
"A Star is Scorned"では、ダークウィング・ダックがブッシュルートにほとんど出番を取られてしまうが、番組内において、ダークウィング・ダックと全てのキャラクターは実はディズィー社（ウォルト・ディズニー社のセルフパロディ）に雇われた俳優だったということがわかり、一見これがダークウィング・ダックの真の出生のように思われてしまう。しかし、映像に枠が現れた後、ドレイクとゴサリンがテレビを消し、本編中の出来事はテレビの中の出来事であり深く真剣に考えるべきではないというおちがつく。